# Kazimierz Brownsford

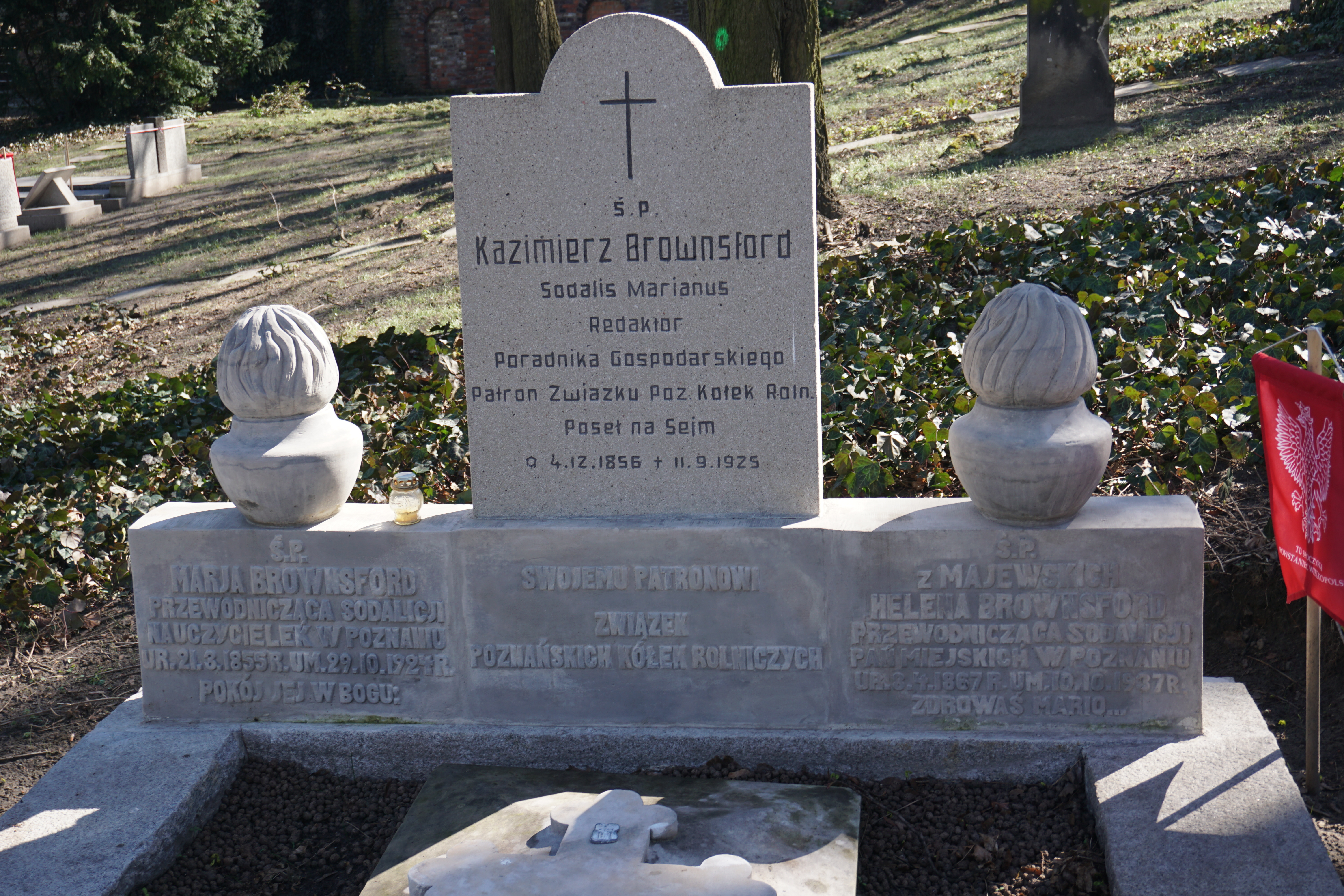
Grób Kazimierza Brownsforda na cmentarzu Zasłużonych Wielkopolan

Kazimierz Brownsford (ur. 4 grudnia 1856 w Lubowiczkach, zm. 11 września 1925 w Poznaniu) – polski działacz społeczny w zaborze pruskim, polityk II RP obozu narodowo-demokratycznego, Marszałek Senior I kadencji Sejmu II RP, poseł na Sejm Ustawodawczy oraz Sejm I kadencji w II RP z ramienia Związku Ludowo-Narodowego.

## Życiorys
Kazimierz Brownsford był synem Antoniego i Rozalii z Grabskich. Uczęszczał do gimnazjum w Poznaniu i Śremie. W latach 1893–1920 redaktor naczelny „Poradnika Gospodarskiego”, „Gospodyni Wiejskiej”, a jednocześnie wydawca „Kalendarza Rolniczego Poradnika Gospodarskiego”. 
W 1915 sekretarz generalny Komitetu Niesienia Pomocy Królestwu Polskiemu, członek Komitetu dla Kresów Wschodnich i Śląska w Poznaniu oraz Rady Głównej Opiekuńczej w Warszawie. Związany z wielkopolskimi stowarzyszeniami katolickimi oraz gospodarczymi. Był delegatem  na Polski Sejm Dzielnicowy w Poznaniu w 1918 roku.
W 1919 został zastępcą posła na Sejm Ustawodawczy, wszedł do Sejmu po zrzeczeniu się mandatu przez A. Grzesińskiego. Członek komisji rolnej Sejmu Ustawodawczego (1919–1922). W 1922 wybrany do Sejmu z listy ZLN w okręgu Gniezno. Jako Marszałek senior otworzył obrady Sejmu I kadencji w 1922. W komisjach sejmowych zajmował się rolnictwem oraz sprawami regulaminowymi. 
W 1919 zainicjował zawieszenie krzyża w sali sejmowej. Odznaczony Krzyżem Komandorskim papieskiego Orderu Rycerskiego Św. Grzegorza Wielkiego.
Zmarł w Poznaniu, gdzie spoczywa na cmentarzu Zasłużonych Wielkopolan.